# Кетский сельсовет
Ке́тский сельсове́т — упразднённые административно-территориальная единица и муниципальное образование со статусом сельского поселения в Пировском районе Красноярского края России.
Административный центр — посёлок Кетский.
В 1989 году из Кетского сельсовета был выделен Чайдинский сельсовет.
28 декабря 2019 года сельское поселение было упразднено в связи с преобразование Пировского муниципального района в муниципальный округ. На уровне административно-территориального устройства соответствующий сельсовет был упразднён со 2 августа 2021 года в связи с преобразованием Пировского района в Пировский округ.

## География
Поселение находится в западной части центрального региона Красноярского края.
Расстояние от районного центра села Пировское до посёлка Кетский — 30 км.

## История
Сельсовет был образован в 60-х годах XX века во время строительства железнодорожной ветки Ачинск — Лесосибирск (Маклаково). Во времена СССР население в основном состояло из осуждённых на поселение (химиков) и вольных поселенцев, которые мигрировали по территории Сибири в поисках больших заработков.
В 2018 году в Кетский сельсовет включён Алтатский сельсовет (село Алтат).

## Население
| 2010 | 2012  | 2013  | 2014  | 2015  | 2016  | 2017  |
| ---- | ----- | ----- | ----- | ----- | ----- | ----- |
| 1236 | ↘1206 | ↘1199 | ↘1190 | ↘1174 | ↘1130 | ↘1109 |

## Состав сельского поселения
| № | Населённый пункт | Тип населённого пункта          | Население |
| - | ---------------- | ------------------------------- | --------- |
| 1 | Алтат            | село                            | ↘102      |
| 2 | Большая Кеть     | посёлок                         | 40        |
| 3 | Кетский          | посёлок, административный центр | 942       |
| 4 | Омский           | посёлок                         | 254       |

## Местное самоуправление
Кетский сельский Совет депутатов
Дата избрания: 14.03.2010. Срок полномочий: 5 лет. Количество депутатов: 10
Глава муниципального образования
- Гайсин Игорь Ханифович. Дата избрания: 14.03.2010. Срок полномочий: 5 лет

## Экономика
Основная промышленность — заготовка и переработка леса. В посёлке Кетский находится «Кетский Лесоперерабатывающий комбинат».